# Лимозен, Леонар
Леона́р Лимозе́н (фр. Léonard Limosin; ок. 1505, Лимож — ок. 1576, Лимож) — выдающийся художник Французского Ренессанса, потомственный мастер-эмальер, живописец на эмали и стекле, рисовальщик и гравёр.

## Биография
Леонар Лимозен Первый происходил из большой потомственной семьи лиможских эмальеров, он был старшим сыном трактирщика и торговца Франсуа Лимозена. Его племянник Жан Лимозен Первый (ок. 1561— ок. 1610) также расписывал изделия с эмалью. Известен Леонар Лимозен Второй (ок. 1550— ок. 1625) и другие мастера этой семьи, среди которых Леонар Третий, Жан Первый, Жан Второй и Жан Леонар Третий.
Некоторая неизвестность окружает начало деятельности Леонара Лимозена Первого. Считается, что он был учеником Нардона Пенико (1470—1543). Некоторые биографы предполагают, что он приехал в Фонтенбло в 1528 году, хотя школы, которой впоследствии руководили Россо Фьорентино и Франческо Приматиччо, в то время ещё не существовало.
С 1530 года Леонар работал в Лиможе (по другим сведениям в 1541 году он поселился в Лиможе со своим братом Мартином). При короле Франциске I был руководителем лиможских мастерских и придворным живописцем. В 1548 году он был назначен камердинером в королевскую спальню и стал подписывать свои работы: «Леонар Лимозен, Эмальер, Живописец, камердинер короля» (Léonard Limosin, Esmailleur, Peintre, valet de chambre du Roy).
Художник пользовался также милостью у короля Генриха II. В 1548 году он получил от нового короля звание придворного эмальера. В 1572 году его избрали консулом Лиможа. При Франциске II Леонар Лимозен сохранил свой титул «Слуги королевской спальни нашего Сира и его мастера-эмальера» (Serviteur de la Chambre du Roy notre Syre et son Maître esmailleur). В 1571 году он потерял своего брата и партнёра Мартина Лимозена. Его последние подписанные работы датированы 1574 годом, но дата смерти неясна, хотя это не могло быть позднее начала 1577 года.

## Творчество
В отличие от многих других мастеров-эмальеров Лимозен был также живописцем и гравёром, и сам рисовал свои композиции. Его самая ранняя работа подписана «L. L.» и датирована 1532 годом. В некоторых ранних живописных работах по эмали заметны влияния маньеризма художников школы Фонтенбло, он работал и по гравюрам немецких художников, в частности, Альбрехта Дюрера, но с 1535 года Лимозен стал подражать итальянским мастерам Высокого Возрождения, преимущественно Рафаэлю. Выполнял сложные «картинные» композиции по гравюрам с рисунков Рафаэля, Ф. Приматиччьо, Никколо дель Аббате. В 1535—1574 годах Л. Лимозен создал в технике расписной эмали около ста двадцати портретов своих современников по рисункам Ж. Клуэ Старшего и его учеников. Эмалевые изображения его работы, как картины, заключены в расписные рамы.
Художник создавал чаши, плакетки, кувшины, блюда в технике гризайль и полихромной росписи. В 1537 году он с большим талантом эмалировал кубки и шахматные доски, которыми сегодня можно любоваться в Лувре. В 1545 году живописец Мишель Рошетель предоставил мастеру рисунки из серии «Двенадцать апостолов», подаренные Генрихом II Диане де Пуатье для украшения капеллы её замка Ане. Эту серию, два сюжета из которой сейчас находятся в Лувре, Лимозен воспроизводил несколько раз. Эмали, которыми гордится замок Ане, несомненно, привлекли внимание короля, потому что Леонар Лимозен вскоре получил заказ написать портрет королевской фаворитки. Эта картина является шедевром художника. Историю Дианы де Пуатье, вполне во вкусе художников школы Фонтенбло, мастер варьировал многократно.
В 1558 году Генрих II заказал у своего придворного эмальера картины, предназначенные для украшения двух алтарей, расположенных поперек нефа Сент-Шапель. Генрих II хотел, чтобы на одной из этих картин были изображены Франциск I и Элеонора Австрийская, а на другой — он сам и Екатерина Медичи. Эта работа, состоящая из сорока шести эмалевых пластин, была выполнена за год. Леонар вложил в неё весь свой талант. Далее он продолжил серию придворных портретов: Франциск II, герцог де Гиз, Маргарита де Валуа, кардинал Лотарингии, Екатерина Медичи в образе Венеры, Генрих III в образе Юпитера и Карл IX в образе Аполлона.
Для королевской капеллы им были созданы расписные стёкла двух окон с изображениями Генриха II и Екатерины Медичи. Занимаясь, кроме того, гравированием, Лимозен оставил после себя несколько эстампов религиозного содержания, выполненных в технике сухой иглы, в стиле школы Фонтенбло.
Наследие Леонара Лимозена значительно. Известно 1840 эмалей, которые он подписал и датировал между 1532 и 1574 годами. Однако главное — это высокое мастерство и художественное качество выполненных им работ. Его произведения «на голову выше» произведений всех других лиможских мастеров. С большой смелостью и большим искусством Лимозен использовал все способы и технические приёмы росписи, известные в искусстве эмали. Его произведения находятся во многих музеях: Лувре и Национальном музее Средних веков: Термы и Отель Клюни, в Музее Пти-Пале (Париж), Музее епархии Лиможа, Национальном музее Ренессанса в замке Экуан, в Музее изобразительных искусств Лиона и в других городах Франции, в Британском музее и Музее Виктории и Альберта в Лондоне, в Метрополитен-музее в Нью-Йорке, а также во многих частных коллекциях.

## Галерея
- Тарель с портретом дофина, будущего короля Франциска II. Ок. 1553 г. Медь, живописная эмаль. Лувр, Париж
- Портрет Франциска I. 1536. Эмаль, роспись. Музей Конде, Шантийи
- Портрет коннетабля Анн де Монморанси. 1556. Медь, эмаль, роспись. Лувр, Париж
- Портрет Анны д’Эсте, герцогини Гиз. Ок. 1555—1560. Медь, живописная эмаль. Британский музей, Лондон
- Элеонора Австрийская, супруга Франциска I. 1536. Эмаль, роспись. Национальном музее Ренессанса, Экуан
- Святой Иоанн. 1547. Медь, эмаль, роспись. Музей изящных искусств, Шартр
- Воскресение. Деталь ретабло. 1553. Медь, эмаль, роспись. Лувр, Париж